# ديبورتيفو مالدونادو
نادي ديبورتيفو مالدونادو (بالإسبانية: Club Deportivo Maldonado)‏ هو نادٍ لكرة القدم من مالدونادو، بالأوروغواي.